# Sicariidae
Sicariidae é uma família de aranhas araneomorfas que inclui um conjunto de espécies peçonhentas e de possível importância médica. Os membros desta família, como a maioria das aranhas haploginas, têm apenas seis olhos. A família inclui dois géneros, Loxosceles e Sicarius, que conjuntamente agrupam cerca de 122 espécies.

## Habitat e aparência
O género Loxosceles, comumente conhecido como aranhas-reclusas ou aranhas-violino, apresenta uma distribuição natural praticamente cosmopolita nas áreas de clima temperado. O género Sicarius, conhecido por aranhas-assassinas, é formado por espécies de aranhas típicas dos climas desérticos, com distribuição natural restrita ao hemisfério sul (na América do Sul e sul da África), conhecidas principalmente pelo hábito de se enterrarem. Todas as espécies desta família apresentam 6 olhos organizados em três grupos de dois (díadas). Os membros de ambos os géneros sobrevivem a prolongados períodos sem comer ou beber e têm entre 4 a 5 cm de comprimento.
As aranhas-violino (Loxosceles) apresentam em geral coloração acinzentada ou acastanhada, com uma marca característica de cor acastanhada em forma de violino no cefalotórax.
As aranhas do género Sicarius assemelham-se às aranhas-caranguejo da família Thomisidae estando nelas ausente a marca em forma de violino. Os indivíduos de algumas espécies do género Sicarius podem viver até aos 15 anos, o que confere a estas aranhas a maior longevidade conhecida entre as aranhas araneomorfas (Araneomorphae) (embora algumas tarântulas possam viver de 20 a 30 anos). A maioria das Loxosceles vivem entre 1 e 2 anos.
Ambos géneros possuem um potente veneno necrotizante (destrói os tecidos vivos) que contém o agente dermonecrótico esfingomielinase D, o qual apenas se encontra em aranhas desta família e em algumas bactérias patogénicas. Este veneno é capaz de causar a necrose de largas áreas da pele humana (áreas com até 25 mm de raio), sendo as feridas difíceis de sarar, podendo requerer enxertos de pele.
Em raras ocasiões, o veneno é transportado pela corrente sanguínea, podendo causar efeitos sistémicos. A aranha-reclusa-castanha chilena (Loxosceles laeta) e as espécies africanas de Sicarius são as que apresentam o veneno mais potente, pelo que das suas mordeduras resultam frequentemente efeitos sistémicos.
Entre as aranhas mais conhecidas desta família contam-se a aranha-reclusa-castanha (Loxosceles laeta), capaz de mordeduras venenosas que podem ser mortais para humanos, e a aranha-da-areia (Sicarius spp.).

## Géneros
A família Sicariidae integra os seguintes géneros:
- Loxosceles Heineken y Lowe, 1832 (cosmopolita)
- Sicarius Walckenaer, 1847 (América do Sul, África, Galápagos)